# Сьлензани
Сьлензани (пол. Ślęzany) — село в Польщі, у гміні Лелюв Ченстоховського повіту Сілезького воєводства.
Населення — 502 особи (2011).
У 1975-1998 роках село належало до Ченстоховського воєводства.

## Демографія
Демографічна структура станом на 31 березня 2011 року:
|          | Загалом | Допрацездатний вік | Працездатний вік | Постпрацездатний вік |
| -------- | ------- | ------------------ | ---------------- | -------------------- |
| Чоловіки | 253     | 55                 | 161              | 37                   |
| Жінки    | 249     | 48                 | 137              | 64                   |
| Разом    | 502     | 103                | 298              | 101                  |